# Rosa hezhangensis
Rosa hezhangensis es una especie de planta del género Rosa, de la familia Rosaceae.

## Taxonomía
Rosa hezhangensis fue descrita por T. L. Xu en 2000.

## Distribución
Se encuentra en el territorio centro-sur de China.